# Three Songs of Praise
Three Songs of Praise is een compositie van de Britse componist George Dyson.
George Dyson heeft een aantal composities in eerste instantie alleen voor eenstemmig (unisono) koor (dus a capella) gecomponeerd en later voor koor met pianobegeleiding. Later heeft hij een aantal van zijn eigen composities bewerkt tot werken voor koor met begeleidend orkest. Deze werken kunnen nog steeds a capella uitgevoerd worden; het orkest (in dit geval strijkers, twee trompetten, drie trombones en twee pauken) is ad libitum. Three Songs of Praise is zo’n werk.
De liederen zijn niet alle in hetzelfde jaar gecomponeerd; de uiteindelijke bundeling en toevoeging van lied (2) vond in 1935 plaats:
1. Praise, Vigourous; is gebaseerd op een tekst van George Herbert: Let all the world in ev'ry corner sing, dateert van 1919, als een compositie voor eenstemmig koor;
2. Lauds. Calm and sustained; is gebaseerd op een tekst van George Gascoigne (1535-1577);
3. A Poet’s hymn; is gebaseerd op een tekst van Robert Herrick (1591-1674), dateert uit 1925, als een compositie voor eenstemmig koor.

## Bron en discografie
- Uitgave Chandos; Koor en symfonieorkest van BBC o.l.v. Richard Hickox.
- Dit artikel of een eerdere versie ervan is een (gedeeltelijke) vertaling van het artikel George Gascoigne op de Engelstalige Wikipedia, dat onder de licentie Creative Commons Naamsvermelding/Gelijk delen valt. Zie de bewerkingsgeschiedenis aldaar.
- Dit artikel of een eerdere versie ervan is een (gedeeltelijke) vertaling van het artikel Robert Herrick (poet) op de Engelstalige Wikipedia, dat onder de licentie Creative Commons Naamsvermelding/Gelijk delen valt. Zie de bewerkingsgeschiedenis aldaar.